# Pneumatopteris laevis
Pneumatopteris laevis är en kärrbräkenväxtart som först beskrevs av Georg Heinrich Mettenius, och fick sitt nu gällande namn av Holtt. Pneumatopteris laevis ingår i släktet Pneumatopteris och familjen Thelypteridaceae. Inga underarter finns listade.